# Say Yes to the Dress
Say Yes to the Dress is een van oorsprong Amerikaans realitytelevisieprogramma, dat sinds 2007 wordt uitgezonden op TLC. Bruiden proberen in dit programma hun perfecte bruidsjurk te vinden. Van het programma zijn diverse spin-offs gemaakt, ook worden lokale versies uitgezonden in zo'n tien landen.

## Format
In de oorspronkelijke versie gaan Amerikaanse bruiden in bruidsmodezaak Kleinfeld Bridal in Manhattan op zoek naar hun perfecte bruidsjurk. Ze worden hierbij geholpen door winkelmedewerkers - de bekendste daarvan is Randy Fenoli (die naderhand eigen programma's kreeg) - vrienden en familie. Elke bruid heeft hierbij haar eigen verhaal, zoals gewichtsproblemen of onzekerheid.
In de versie voor de Benelux - in de praktijk komen voornamelijk Nederlandse, en enkele Belgische, bruiden langs - begeleidt de Nederlandse presentator Fred van Leer de bruiden. Hier zoeken ze hun jurk in bruidsmodezaak Koonings van eigenaar Ramona Koonings. Ook 'bekende bruiden' als Patricia Paay, Katja Schuurman en Laura Ponticorvo zochten via dit programma hun jurk uit. De eerste twee seizoenen presenteerde Fenoli de Benelux-versie.

## Internationale edities
| Land                     | Titel                           | Televisiezender | Start         |
| ------------------------ | ------------------------------- | --------------- | ------------- |
| Australië                | Say Yes to the Dress: Australia | TLC Australia   | oktober 2016  |
| België & Nederland       | Say Yes to the Dress: Benelux   | TLC Nederland   | oktober 2016  |
| Canada                   | Say Yes To The Dress: Canada    | W Network       | januari 2015  |
| Ierland                  | Say Yes to the Dress: Ireland   | RTÉ2            | oktober 2017  |
| India                    | Say Yes to The Dress: India     | Discovery+      | december 2021 |
| Maleisië (Zuidoost-Azië) | Say Yes to the Dress: Asia      | TLC Asia        | november 2017 |
| Verenigd Koninkrijk      | Say Yes to the Dress: UK        | TLC UK          | augustus 2016 |